# Petra Vaarakallio
Temple de la renommée finlandais : 2021
Petra Vaarakallio, née le 17 juin 1975 à Helsinki, en Finlande est une joueuse finlandaise de hockey sur glace. Elle a remporté une médaille de bronze aux Jeux olympiques d'hiver de 1998 à Nagano au Japon.

## Trophées et honneur personnel
- Médaillée de bronze olympique de hockey sur glace féminin en 1998 à Nagano.